# Wehebachtalsystem mit Nebenbächen
Koordinaten: 50° 42′ 35″ N, 6° 18′ 24″ O
Das Naturschutzgebiet Wehebachtalsystem mit Nebenbächen liegt auf dem Gebiet der Gemeinde Hürtgenwald im Kreis Düren in Nordrhein-Westfalen.
Das aus fünf Teilflächen bestehende Gebiet erstreckt sich westlich des Kernortes Hürtgenwald und östlich von Zweifall, einem Stadtteil von Stolberg (Rheinland), entlang des Roten Wehebachs und seiner Zuflüsse. Östlich des Gebietes verläuft die B 399.

## Bedeutung
Das etwa 303,8 ha große Gebiet wurde im Jahr 1990 unter der Schlüsselnummer DN-035 unter Naturschutz gestellt. Schutzziele sind
- die Erhaltung und Optimierung naturnaher Mittelgebirgsbachauen mit einer Vielzahl auentypischer Biotoptypen und -strukturen (Quellen, naturnahe Still- und Fließgewässer, Bruch- und Auwälder, Feucht- und Magergrünland) als Lebensraum für zahlreiche gefährdete Pflanzen- und Tierarten bzw. -gesellschaften,
- der Schutz einer wiedereingebürgerten Biberpopulation und
- die Erhaltung und Optimierung eines morphologisch reich gegliederten, ehemaligen Schiefersteinbruches mit teilweise offenen, steilen Halden und angrenzender Eichenwälder insbesondere als Lebensraum für Mauereidechsen und andere thermophile Pflanzen- und Tierarten.[1]